# Sistema solar activo
Sistema solar activo o simplemente sistema activo es un término acuñado por la arquitectura bioclimática y solar para definir al principio de captación solar, almacenamiento y distribución que necesita para su funcionamiento el aporte de energía externa.
Por oposición se dice sistema solar pasivo al que utiliza medios físicos naturales para su funcionamiento.
Un sistema solar activo requiere de la energía solar para su funcionamiento y permite la captación y acumulación de calor, la generación de electricidad mediante la conversión fotovoltaica o mediante la generación eólica. En la captación de la energía del sol se utilizan paneles solares, que pueden transferir dicha energía a fluidos como el aire, el agua, u otros.